# Шорново (Старицький район)
Шорново (рос. Шорново) — присілок в Старицькому районі Тверської області Російської Федерації.
Населення становить 29 осіб. Входить до складу муніципального утворення Ново-Ямське сільське поселення.

## Історія
Від 2005 року входить до складу муніципального утворення Ново-Ямське сільське поселення. Раніше населений пункт належав до Бойковського сільського округу.

## Населення
| 2008 | 2010 |
| ---- | ---- |
| 28   | ↗29  |